# مایکل مانلی
مایکل مانلی (انگلیسی: Michael Manley؛ ۱۰ دسامبر ۱۹۲۴ – ۶ مارس ۱۹۹۷) یک سیاست‌مدار اهل جامائیکا بود.
او دومرتبه از ۲ مارس ۱۹۷۲ تا ۱ نوامبر ۱۹۸۰ و از ۱۰ فوریه ۱۹۸۹ تا ۳۰ مارس ۱۹۹۲ نخست‌وزیر جامائیکا بود.